# NGC 606
NGC 606 je galaksija u zviježđu Ribe.

## Vanjske poveznice
- SEDS: NGC 0606